# National Intelligence and Security Agency
 La National Intelligence and Security Agency ( NISA ) Somala ( HSNQ ) è l'agenzia di intelligence nazionale della Repubblica federale di Somalia. È responsabile del servizio segreto, dell'intelligence e delle operazioni segrete. L'obiettivo principale della NISA è quello di raccogliere i dati di intelligence attraverso diversi mezzi e salvaguardare gli interessi nazionali. Il compito è identificare e bloccare le minacce allo stato e ai suoi cittadini e rafforzare la sicurezza e la sicurezza del Paese secondo la Costituzione provvisoria della Repubblica Federale della Somalia.

## Panoramica
La NISA è stata ufficialmente ristabilita nel gennaio 2013 dal nuovo governo federale somalo al posto del defunto National Security Service (NSS). Faceva parte di uno sforzo più ampio da parte delle autorità federali per ristabilire le istituzioni statali.
Con sede a Mogadiscio, NISA è assistita da AMISOM. Secondo l'ex ministro di Stato per la presidenza Abdulkadir Moallin Noor, la CIA degli Stati Uniti ha anche fornito formazione ai funzionari NISA durante le fasi formative di quest'ultima agenzia.
Il personale NISA ha condotto operazioni di sicurezza contro elementi di Al-Shabaab nella capitale.

## Controterrorismo e forze paramilitari
Nell'aprile 2014, gli Emirati Arabi Uniti hanno donato diversi veicoli da combattimento e altre attrezzature alla NISA.
Il personale NISA ha anche un pattern digitale sulle uniformi standard e un passamontagna arancione; indossa cappucci di pattuglia o baschi color ardesia quando non è in missione, ha visori e laser ACOG sulle sue attrezzature e generalmente ha attrezzature più moderne delle forze armate somale.
A partire da luglio 2014, la forza antiterrorismo di Gaashaan ("Scudo") costituisce una parte fondamentale della National Intelligence and Security Agency. È una forza di commando addestrata dagli Stati Uniti. Fonti NISA indicano che Gaashaan è composto da due unità per un totale di 120 uomini.
Il Gruppo Alfa è il primo componente di Gaashan e comprende circa 40 soldati e 3 ufficiali scelti tra 190 truppe speciali dell'esercito nazionale somalo. Secondo i funzionari della difesa somala, questa unità ha ricevuto una formazione negli Stati Uniti tra la fine del 2009 e l'inizio del 2010. Derek Gannon ha affermato che il regime di addestramento del gruppo Alfa include la contro-insurrezione, le operazioni antiterrorismo e la protezione dei dirigenti, con un'enfasi sulla reazione rapida in un ambiente urbano. I soldati sono inoltre dotati di pistole con cannocchiali per la visione notturna.
La seconda unità antiterrorismo di Gaashaan è il Gruppo Bravo. Ha ricevuto una formazione presso l'aeroporto internazionale Aden Adde (aeroporto di Mogadiscio) nel 2011.
Una terza unità di comando, Danab ("Fulmine"), viene addestrata in Somalia da personale di sicurezza degli Stati Uniti separatamente dalla forza antiterrorismo di Gaashaan. È modellato sui Ranger statunitensi .
Abdullah Mohamed Ali "Sanbaloolshe", eletto deputato della camera bassa del parlamento nazionale, è stato riconfermato il 6 aprile 2017 alla carica di direttore generale della NISA.
Nel maggio 2018 è stato riferito che lo SNIS è cresciuto fino a 700 persone, con il gruppo Waran dotato di 300 persone e Gaashaan di circa 400.

## attrezzatura
|              | Origine   | Appunti |
| ------------ | --------- | --- |
| Toyota Hilux | Giappone  | Tutti gli HILUX del personale NISA sono neri con "NISA" scritto sul cofano in stencil bianco, come anche il veicolo di trasporto di fanteria standard |
| Casspir      | Sudafrica | I blindati NISA Casspir hanno la scritta "NISA" nera.                                                                                                 |

|                               | Origine            | Tipo                      | Note |
| ----------------------------- | ------------------ | ------------------------- | --- |
| Tokarev TT-33                 | Unione Sovietica   | Pistola                   | |
| Pistola Makarov               | Unione Sovietica   | Pistola                   | |
| Mitragliatore Sterling        | Regno Unito        | Mitra                     | |
| AK-47                         | Unione Sovietica   | Fucile d'assalto          | Fucile Standard delle Somali Armed Forces insieme con varianti dell'AK-47. Mirini ACOG e rotaie Picatinny, mirini laser.                          |
| AKM                           | Unione Sovietica   | Fucile d'assalto          | |
| AK74                          | Unione Sovietica   | Fucile d'assalto          | Usato dalle unità delle forze speciali NISA Gaashaan e Waran. and DANAB commandos. AKS-74 variant. ACOG scopes and picanilly rails, laser sights. |
| vz. 58                        | Rep. Ceca          | Fucile d'assalto          | |
| Carabina M4                   | Stati Uniti        | Fucile d'assalto          | |
| Fucile M16                    | Stati Uniti        | Fucile d'assalto          | |
| Fucile d'assalto Type 56      | Cina               | Fucile d'assalto          | Arma d'assalto secondaria, Mirini ACOG e rotaie Picatinny, mirini laser.                                                                          |
| Heckler & Koch G3             | Germania           | Fucile da battaglia       | |
| FN FAL                        | Belgio             | Fucile da battaglia       | |
| fucile M14                    | Stati Uniti        | Fucile da battaglia       | |
| Fucile di precisione Dragunov | Unione Sovietica   | Fucile da tiratore scelto | PSO-1 scope. |
| PSL                           | Romania            | Fucile da tiratore scelto | PSO-1 mirino. |
| mitragliatrice RPD            | Unione Sovietica   | Mitragliatrice leggera    | |
| mitragliatrice RPK            | Unione Sovietica   | Mitragliatrice leggera    | |
| RP-46                         | Unione Sovietica   | Mitragliatrice            | |
| AA-52                         | Francia            | Mitragliatrice            | |
| mitragliatrice PK             | Unione Sovietica   | Mitragliatrice            | |
| FN MAG                        | Belgio             | Mitragliatrice            | |
| DShK                          | Unione Sovietica   | Mitragliatrice pesante    | |
| M2 Browning                   | Stati Uniti        | Mitragliatrice pesante    | |
| lanciagranate M79             | Stati Uniti        | Lanciagranate             | |
| RPG-2                         | Unione Sovietica   | lanciarazzi anticarro     | |
| RPG-7                         | Unione Sovietica   | lanciarazzi anticarro     | |
| MPT-76                        | Turchia (bandiera) | Fucile d'assalto          | 450 consegnati |